# Pity Party
Pity Party es una canción de la cantante estadounidense Melanie Martinez basada en el hit de Lesley Gore de 1963 It's My Party. Fue lanzada como el primer sencillo de su álbum debut, Cry Baby (2015), el 2 de junio de 2015. El video musical se publicó el 1 de junio de 2015. Impactó la radio el 22 de marzo de 2016.

## Antecedentes y composición
La canción utiliza el coro de la canción de Lesley Gore It's My Party lanzada en 1963, como interpolación, y también emplea el icónico enlace de cuernos de repetición de la canción original como el tema recurrente en todo. El 28 de julio de 2016, la canción fue certificada Oro por RIAA, habiendo vendido 500,000 copias.
Respecto a su canción, dijo: «Esto fue durante mi segunda sesión con Kara DioGuardi. Fue increíble escribir esa canción porque me encanta la música de los años 50 y 60. Cuando cantaba, Kara dijo que mi voz le recordaba a Judy Garland y artistas de esa época. Tenía muchas ganas de escribir sobre nadie que asistiera a mi fiesta de cumpleaños y la canción es la inspiración perfecta para este tema. Me encantan las muestras, especialmente las antiguas, porque pueden poner una nueva versión de una vieja canción. Eso nos inspiró mucho y lo probamos para la primera línea del coro y así es como surgió 'Pity Party'».
Mike Wass de Idolator notó que tanto «Pity Party» como el sencillo de Grace «You Don 't Own Me», «Se basan en las canciones de Lesley Gore y dicen que parece haber un renacimiento de su música en marcha».

## Video musical
El video musical de «Pity Party» se lanzó el 1 de junio de 2015. Sin embargo, el video se filtró 3 días antes del lanzamiento oficial.
El video fue dirigido por Melanie, quien lo describe como una «experiencia divertida para ella», considerando que ella es la única persona que aparece en el video.
Un video detrás de escena se lanzó el 17 de junio de 2015. Melanie describe a su personaje, «Cry Baby», «Ella se enamoró de alguien, organizó una fiesta de cumpleaños, lo invitó y nadie se presentó así ella es como absolutamente loca», dijo en el detrás de escenas de su video.
El video comienza con Cry Baby escribiendo invitaciones para los invitados de su fiesta. La canción comienza, y el video corta a Cry Baby despertándose por el día. Ella enciende un disco y se viste. Ella baja las escaleras, donde no hay invitados. Cerca del final del primer coro, Cry Baby está sentada en su sofá junto con varios sombreros flotantes de fiesta, probablemente representando a sus invitados desaparecidos. El video continúa con ella entreteniendo a sus peluches inflando globos. Para el segundo coro, Cry Baby comenzó a destruir la fiesta, arrancando decoraciones de la pared, rompiendo su pastel de cumpleaños, cortando sus peluches y haciendo estallar todos los globos con un cuchillo de cocina. Al final del video, Cry Baby está sentada en las ruinas de su fiesta. La casa se está quemando mientras apaga las velas de la torta de cumpleaños que rompió, que de alguna manera es la misma que antes de destruirla. Luego toma una bocanada de un cigarrillo y el video termina.

## Lista de canciones
| Digital download |              |          |  |
| N.º              | Título       | Duración |  |
| 1.               | «Pity Party» | 3:24     |  |

| Remixes EP |                                    |          |  |
| N.º        | Título                             | Duración |  |
| 1.         | «Pity Party» (Madison Mars Remix)  | 4:45     |  |
| 2.         | «Pity Party» (Kayliox Remix)       | 4:43     |  |
| 3.         | «Pity Party» (XVII Remix)          | 4:01     |  |
| 4.         | «Pity Party» (K Theory Remix)      | 4:58     |  |
| 5.         | «Pity Party» (The Feels Remix)     | 4:32     |  |
| 6.         | «Pity Party» (Myles Travitz Remix) | 3:02     |  |
| 7.         | «Pity Party» (Kassiano Remix)      | 4:04     |  |

## Posicionamiento en listas
| Listas (2016)                                | Mejor posición |
| -------------------------------------------- | -------------- |
| Finland (Suomen virallinen radiosoittolista) | 36             |
| UK Singles (Official Charts Company)         | 175            |
| Estados Unidos (Mainstream Top 40)           | 40             |

## Historial de lanzamientos
| Región         | Fecha                 | Formato                | Discográfica    | Ref.   |
| -------------- | --------------------- | ---------------------- | --------------- | ------ |
| Estados Unidos | 2 de junio de 2015    | Descarga digital       | Atlantic Warner | [ 1 ]  |
| Reino Unido    | 2 de junio de 2015    | Descarga digital       | Atlantic Warner | [ 14 ] |
| Sudáfrica      | 2 de junio de 2015    | Descarga digital       | Atlantic Warner | [ 15 ] |
| Australia      | 2 de junio de 2015    | Descarga digital       | Atlantic Warner | [ 16 ] |
| Estados Unidos | 22 de marzo de 2016   | Contemporary hit radio | Atlantic        | [ 3 ]  |
| Italia         | 21 de octubre de 2016 | Contemporary hit radio | Warner          | [ 17 ] |